# Copa Confraternidad Iberoamericana
La Copa Confraternidad Iberoamericana, más conocida como "Copa Iberoamericana", fue un torneo oficial organizado por el Club Atlético River Plate (y con el apoyo de la CONMEBOL en el desarrollo de la primera edición) que por una queja en ese momento del Presidente del Club Atlético Boca Juniors se considera como amistoso. El certamen fue creado en 1964 y constó de solo dos ediciones. En cada una participaron cuatro equipos: 2 de Argentina, 1 de Brasil y 1 de España. Todos los partidos fueron disputados en el Estadio Monumental de River Plate. Cada edición constó de un formato diferente.

La primera edición fue disputada como un cuadrangular en el que se definiría a un campeón por un sistema de puntos. Sorpresivamente, los tres conjuntos sudamericanos participantes de esta edición acabaron empatados con seis puntos cada uno. River Plate sería el equipo que tendría el primer puesto ya que tuvo la mejor diferencia de gol.

La segunda edición se disputó en formato de eliminación directa, llegando River y Santos a la final, consagrándose este último como campeón.

## Historial
| Temporada                          | Campeón                            | Resultado                          | Subcampeón                         | Sede Final                                          |
| Copa Confraternidad Iberoamericana | Copa Confraternidad Iberoamericana | Copa Confraternidad Iberoamericana | Copa Confraternidad Iberoamericana | Copa Confraternidad Iberoamericana                  |
| ---------------------------------- | ---------------------------------- | ---------------------------------- | ---------------------------------- | --------------------------------------------------- |
| 1964                               | C. A. River Plate                  | Liga                               | Botafogo F. R.                     | Estadio Monumental Antonio V. Liberti, Buenos Aires |
| 1965                               | Santos F.C.                        | 2 - 1                              | C. A. River Plate                  | Estadio Monumental Antonio V. Liberti, Buenos Aires |